# Buzarra
Buzarra, localidad despoblada en el valle del río Jubera, La Rioja (España), situada en la ladera de la margen izquierda del río. Se encuentra en el término municipal de Robres del Castillo.

## Situación geográfica
Está situada en la comarca del Camero Viejo, enclavado en un pequeño vallejo formado por un arroyo afluente de la margen izquierda del curso alto del río Jubera. Se sitúa frente a la aldea de Valtrujal, situada en la margen derecha del Jubera, enclavado en el barranco Arrejalón. El pueblo se eleva hasta los 1031 m de altitud.

## Historia
Según el Diccionario Geográfico de Govantes Buzarra era muy corta de población, situación montuosa. Produce algunos granos, legumbres, pastos y ganados.
La aldea se despobló a mediados del siglo XX, como tantas otras aldeas del Camero Viejo, debido la dureza de la vida en esta zona, puesto que no existían ni agua corriente, ni luz eléctrica, y debido a la precaria economía de subsistencia que existía. Sus habitantes emigraron a Logroño, Zaragoza, Madrid y Bilbao, dónde había mejores condiciones de vida.

## Economía
La localidad, como todo Cameros, se ha dedicado históricamente al pastoreo trashumante, tenían ovejas churras y merinas, cabras y algunas vacas para la labranza. Por la zona también se cazaba algo de caza mayor.
Esta pobre economía casi de subsistencia fue la razón principal por la que sus habitantes emigraron durante todo el siglo XIX y más masivamente durante las primeras décadas del siglo XX.

## Accesos
Se accede por la carretera LR-261, que atraviesa el Camero Viejo y que une Robres del Castillo con Munilla, enlazando una vez pasado Robres del Castillo con la carretera LR-477 que conduce hasta Santa Marina. Una vez en esta, y pasado Dehesillas, a la altura del kilómetro 6,5 se enlaza con una pista forestal que nos conduce directamente a Buzarra.